# Фебреш
Фебреш (порт. Febres)  —  район (фрегезия) в Португалии,  входит в округ Коимбра. Является составной частью муниципалитета  Кантаньеде. Находится в составе крупной городской агломерации Большая Коимбра. По старому административному делению входил в провинцию Бейра-Литорал. Входит в экономико-статистический  субрегион Байшу-Мондегу, который входит в Центральный регион. Население составляет 3591 человек на 2001 год. Занимает площадь 22,43 км².
Покровителем района считается Дева Мария (порт. Nª Sª da Conceição). 